# Shane Brolly
Shane Brolly est un acteur nord-irlandais, né le 6 mars 1970 à Belfast. Cet acteur est surtout connu pour avoir interprété le rôle de Kraven dans la série des films fantastiques de vampire Underworld.

## Filmographie
- 1999 : Flypaper : Jack
- 2002 : Impostor de Gary Fleder : Lt. Burrows
- 2003 : Connecting Dots : Andy
- 2003 : Chromiumblue.com : Henry Brooke
- 2003 : L'Attaque des guêpes tueuses (Deadly Swarm) : Daniel Lang
- 2003 : Underworld de Len Wiseman : Kraven
- 2004 : Sin's Kitchen : J.D.
- 2005 : Devil's Highway : Roger
- 2006 : Room 6 de Michael Hurst : Nick
- 2006 : Underworld 2 : Évolution de Len Wiseman : Kraven
- 2006 : 48 angels : The Man
- 2008 : Japan : Japan
- 2009 : Toy Boy de David Mackenzie : prince Stelio